# Kütertor (Stralsund)
Das Kütertor im Stadtgebiet Altstadt der Stadt Stralsund ist eines der Stadttore Stralsunds.

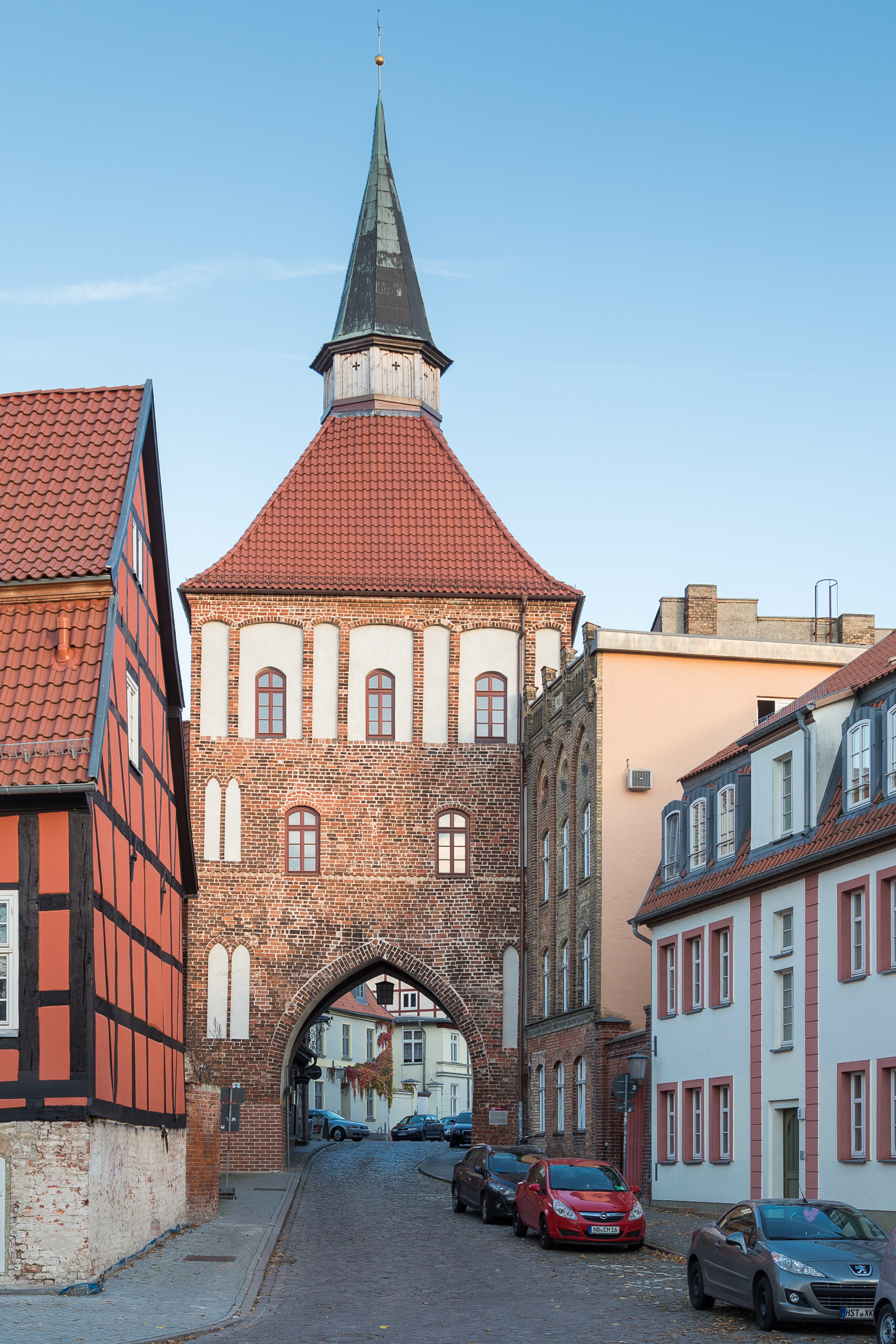
Feldseite

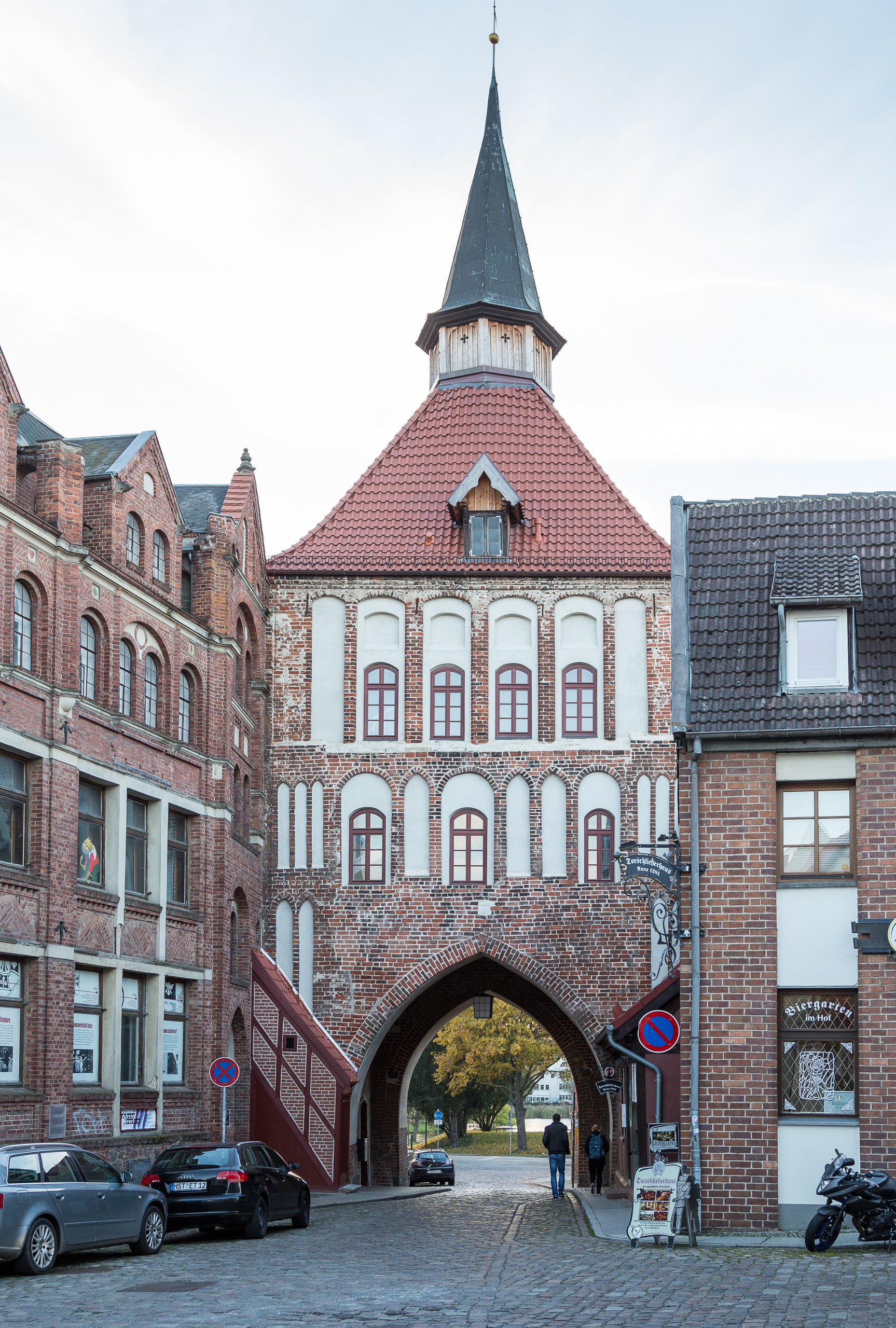
Stadtseite

## Geschichte
Das Tor, das sich zur Landseite der am Strelasund gelegenen Stadt befindet, wurde 1281 erstmals urkundlich erwähnt. Zu dieser Zeit war es ein einfaches Turmbauwerk in der Stadtmauer, neben dem ein Torschließer in einem gesonderten Haus wohnte. Dieser hatte die in die Stadt einfahrenden Fuhrwerke zu kontrollieren und bei Dunkelheit oder bei heranziehender Gefahr das Tor unverzüglich zu schließen.
Im Jahr 1446 wurde das Kütertor unter Einbeziehung der erhaltenen Bausubstanz neu errichtet. Bis 1862 diente das Torhaus als Gefängnis, nach Umbauarbeiten barg es lange Zeit Wohnräume. Von 1963 bis 2003 war das Kütertor neben der Wasserkunst und dem Wasserturm Bestandteil einer Jugendherberge. Danach stand es einige Jahre leer.
In den Jahren 2012 bis 2015 wurde das Kütertor samt anliegender Bauten (u. a. Wasserkunst, Mauerhaus, Wasserturm sowie drei Neubauten) zu einem Wohnareal umgebaut, unter dem Namen Areal am Kütertor. Mit Stand Juni 2013 waren die Arbeiten weit vorangeschritten, die geplante Fertigstellung zum Jahresende verzögerte sich jedoch. Im Frühjahr 2015 wurden die Arbeiten schließlich fortgesetzt.
Das Kütertor steht im Kernbereich des UNESCO-Welterbes Historische Altstädte Stralsund und Wismar. In die Liste der Baudenkmale in Stralsund ist es zusammen mit der gesamten Stadtbefestigung mit der Nummer 718 eingetragen.

## Lage, Namensgebung und Beschreibung
Es steht am Ende der Heilgeiststraße bzw. Am Kütertor zum Knieperwall bzw. Küterdamm hin.
Der Name bezieht sich auf die damals in der Nachbarschaft ansässigen Küter, Fleischer, die ausschließlich Innereien geschlachteter Tiere (Küt) weiterverarbeiteten.
Das Torgebäude aus dem 15. Jahrhundert ist etwa 15 Meter hoch und überspannt die Straße in ganzer Breite. Seine ersten beiden Etagen sind aus unverputzten Backsteinen aufgemauert, die dritte Etage und die kirchenähnliche Laterne mit sechseckigem steilem Dachhelm sind nach zwei Seiten mit Langbogen-Fenstern ausgestattet, zwischen denen weiße Putzspiegel ein Schmuckband schaffen. Das Torgebäude weist einen fast quadratischen Grundriss auf, es ist 10,30 Meter breit und 10,40 Meter tief. Die Tordurchfahrt ist etwa 6,50 m breit und wird von einem hohen Spitzbogen gebildet. Die frühere Untergliederung in Innen- und Außentor ist nicht mehr erhalten.